# 北上 (小说)
《北上》是作家徐则臣的长篇小说，曾荣获2019年第十届茅盾文学奖。

## 故事梗概
《北上》讲述了京杭大运河之上几个家族之间的百年“秘史”，折射出中华民族从1900年义和团和八国联军侵华以来的深重苦难史和奋斗史。

## 主要人物
- 小马可·波罗，本名保罗·迪马克，意大利人。因寻找失踪的弟弟，以文化考察的名义沿京杭大运河北上。
- 谢平遥，知识分子和翻译员。